# 巴伯灣
巴伯灣（英語：Barber Cove），是南極洲海灣，位於南喬治亞群島，處於露脊鯨灣東部，被布拉夫角和克雷吉角命名，在1930年由英國研究隊繪入地圖，由英國海外領土管轄。